# Манџу (ера)
Манџу (万寿) је јапанска ера (ненко) која је настала после Џиан и пре Чоген ере. Временски је трајала од јула 1024. до јула 1028. године и припадала је Хејан периоду. Владајући монарх био је цар Го-Ичиџо.

## Важнији догађаји Манџу ере
- 1024. (Манџу 1): Фуџивара но Кинто се повлачи са службених дужности и одлази у место Китајама северно од Кјота.[3]
- 4. мај 1026. (Манџу 3, петнаести дан четвртог месеца): Делимично помрачење месеца.[4]
- 1027. (Манџу 4): Фуџивара но Мичинага умире у 62 години.[5]